# Anorexia Nervosa (Band)
Anorexia Nervosa ist eine französische Extreme-Metal-Band aus Limoges, Département Haute-Vienne, die nach der gleichnamigen psychischen Störung benannt ist.

## Geschichte
Die Band wurde 1995 durch ehemalige Mitglieder der Death-Metal-Band Necromancia gegründet. Gründungsmitglieder sind Stéphane Gerbaud, Stefan Bayle, Marc Zabé, Pier Couquet und Nilcas Vant. Nach kurzer Zeit im Oktober 1995 produzierte die Band das Demo Nihil Negativum, zwei Jahre später das erste Album, Exile, über Season of Mist.
1999 stießen Sänger Hreidmarr und Keyboarder Neb Xort zu den Aufnahmen zur EP Sodomizing the Archedangel zu Anorexia Nervosa, die ursprünglich als Demoaufnahme vorgesehen war, aber vom Inhaber von Osmose Productions dennoch veröffentlicht wurde. und wenig Zeit später in 2000 das zweite Album Drudenhaus. Im Vorprogramm für Cradle of Filth erreichte Anorexia Nervosa ein größeres Publikum. Das dritte Album New Obscurantis Order erschien 2001. Das vierte und letzte Album Redemption Process wurde 2004 veröffentlicht, nachdem die Band drei Jahre an diesem gearbeitet hatte.
Sänger Hreidmarr gab am 20. Dezember 2005 bekannt, dass er sich ohne Streit von der Band trennt. Etwa neun Monate später, am 18. September 2006, teilte Stefan Bayle über die Website mit, dass sich das Projekt Anorexia Nervosa aufgrund Hreidmarrs Austritt in einer Krise befindet und pausiert, von Auflösung könne aber keine Rede sein.

## Stil
Auf der Demoaufnahme Nihil Negativum und dem Debütalbum Exile spielte die Band noch einen anderen Stil, den sie auf ihrer Seite als „eine Art ziemlich experimentellen Goth-Industrial“ bezeichnete; Nihil Negativum enthält ruhige Post-Industrial-Stücke wie Le patient est isolé oder Quelque chose comme l’idée qu’il n’aurait mieux pas fallu naître, solche wie In a Brown Gnostic Study, die sich am Industrial Metal orientiert und diesen mit Death-Growls verbinden, und mitunter klingen auch vom Gothic Rock inspirierte Gitarrenklänge durch, wie bei Anamorphic effect : the revival.
Die musikalische Entwicklung auf Drudenhaus wurde von einigen Hörern als unlogisch und nicht aufrichtig empfunden. Robert Müller vom Metal Hammer zufolge „stimmt der Sound“ im Gegensatz zu den vorigen Aufnahmen; die Keyboards „könnten zwar noch etwas subtiler sein und die Breaks etwas weniger überdreht, aber den offenbar erwünschten Eindruck einer orgiastischen Fatasmorgie, die getrieben von vehemente Riffattacken Amok läuft, bringen sie ganz gut rüber“. Dennoch laufe „[d]as Fazit […] Cradle Of Filth ohne Danis irrwitzigen Gesang und mit insgesamt weniger opulenter Klangmacht hinaus, aber Anorexia Nervosa sind unter den ganzen Cradle-Klonen mittlerweile einer der angenehmeren. Ihr Wille zur dekadenten Prachtenfaltung ist unüberhörbar, und der Funke des Wahnsinns blitzt auch immer wieder schelmisch zwischen den aufmarschierenden Stahlgewittern hervor.“ Mit diesem Album konnte die Band sich in Frankreich etablieren, während sie im Ausland eher unbekannt blieb.
Während Robert Müller schrieb, Anorexia Nervosa müssten „[o]ptisch und auch von den zitierten Einflüssen her […] eher als Außenseiter im Metal-Underground“ angesehen werden, sei die Musik auf Sodomizing the Archedangel „eine mit grauenvollen Drums und reichlich Syth-Soße [sic!] versehene Cradle Of Filth-Adaption, die weder die Black-Metal- noch die Gothic-Szene wirklich weiterbringt. Klar, der C.O.F.-Vergleich ignoriert einige der in den vier Songs stattfindenden Ideen, von Innovation oder überzeugender Qualität kann jedoch nicht die Rede sein.“ Entsprechend waren sie laut seines Kollegen Stefan Müller lange „als billige Kopie der Trendsetter-Gruppen im Black Metal-Sektor verschrien“. Auf New Obscurantis Order setzte die Band auf eine fette Produktion. Die orchestralen Passagen „klingen […] täuschend echt, das Rock-Instrumentarium wirkt druckvoll und differenziert“. Das Album wurde von der Band selbst produziert, zu deren Besetzung zwei Toningenieure gehören. Mit diesem Album sei die Band laut Müller aus dem Schatten von Dimmu Borgir getreten.
Während der Arbeit an Redemption Process änderte die Band laut des Sängers Hreidmarr „einiges: unsere Plattenfirma, die Aufnahmetechnik und besonders unsere Art des Komponierens […] Inzwischen tragen alle Band-Mitglieder zu den Songs bei, und wir fügten beispielsweise mehr orchestrale Elemente mit Chören sowie Bläsern hinzu – oder von Bathory inspirierte Mid-Tempo-Passagen. Dadurch kommt eine dramatisch-tragische Atmosphäre auf, die schwerer und emotionaler wirkt als auf NEW OBSCURANTIS ORDER, ein Album, das sehr dunkel und kalt klang. Mit REDEMPTION PROCESS bewegen wir uns zurück ins Licht.“ Während Gunnar Sauermann vom Metal Hammer anmerkt, dass „Licht im Düsterbereich doch eher verpönt“ sei, meint Hreidmarr: „Wie [sic!] müssen den Leuten nicht mehr systematisch unseren Hass ins Gesicht spucken […] Wir brauchten frischen Wind, denn mit NEW OBSCURANTIS ORDER hatten wir den Boden im Abgrund der dunklen Dekadenz erreicht. Wie bereits DRUDENHAUS (2000 – Anm.d.A.) stellt REDEMPTION PROCESS einen Wendepunkt und Neuanfang in unserer Karriere dar.“ Hreidmarr sieht die Texte als „spirituelle und körperliche Suche nach Vergebung. Meine Worte stehen für eine lange, harte Reise durch eine sterbende Welt zu einem neuem [sic!] Licht, vergleichbar mit der Passion Christi.“ Das lyrische Konzept der Erlösung ist laut der Band jedoch nicht als Apokalypse im biblischen Sinne gemeint; es handle sich „um eine vollkommen desillusionierte Weltsicht, eher wie die Gründung einer neuen Religion in der westlichen Endzeit“. Sauermann verglich das Album mit Dimmu Borgir und Cradle of Filth, die Band biete aber „neben geschickt eingeflochtenen orchestralen Passagen und dichten Keyboard-Teppichen durchaus auch einen kräftigen Schuss gepflegter Härte“; Redemption Process besteche „durch ein durchgängig transparentes Klangbild, kompakte Songs und eingängige, packende Melodien“. Der Text zu Worship Manifesto stammt von Aleister Crowley.
Die Band gehört nach eigener Wahrnehmung nicht zum Black Metal, da sie „jede Form von etablierten Strukturen“ ablehne. „Am Anfang brach die schwarze Szene noch sämtliche Regeln und erzeugte avantgardistische, originelle Musik mit künstlerischem Wert. Heute bringt der Black Metal fast nur noch flache Kopien hervor und mutiert zu einem beliebigen Trend. Da ziehen wir lieber unser eigenes Ding durch!“ Dazu gehört auch eine optische Abgrenzung; der Gitarrist der Band wurde in einem Konzertbericht als „Mischung aus Twiggy Ramirez […] und Wednesday 13“ beschrieben.

## Diskografie
- Nihil Negativum (Demo, 1995; 2004 als Suicide Is Sexy wiederveröffentlicht)
- Exile (Album, 1997)
- Sodomizing the Archedangel (EP, 1999)
- Drudenhaus (Album, 2000)
- New Obscurantis Order (Album, 2001)
- Redemption Process (Album, 2004)
- The September E.P. (EP, 2005)
- Disturbed (Compilation 2009)